# Centro de distribución

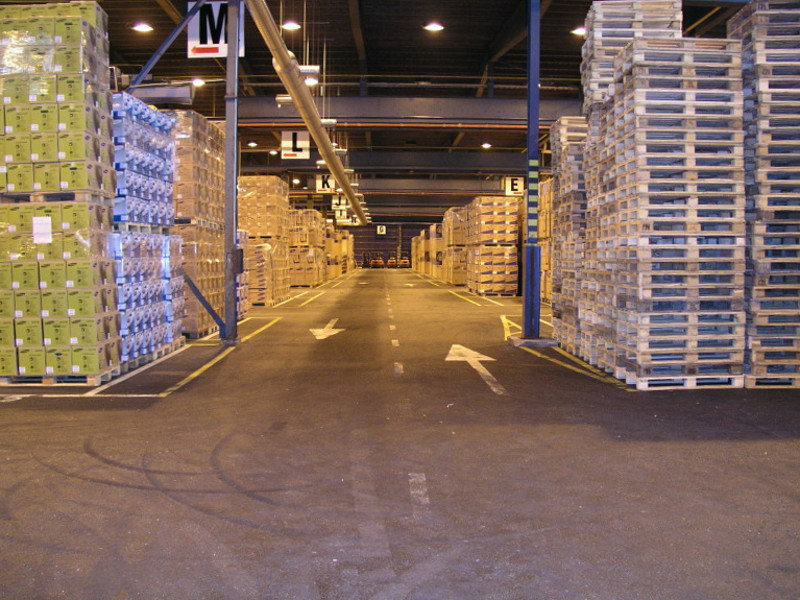
Área de almacenamiento de un centro de distribución en Finlandia.

Un centro de distribución es una infraestructura logística en la cual se almacenan productos y se dan órdenes de salida para su distribución al comercio minorista o mayorista. Generalmente se constituye por uno o más almacenes, en los cuales ocasionalmente se cuenta con sistemas de refrigeración o aire acondicionado, áreas para organizar la mercancía y compuertas, rampas u otras infraestructuras como son los vehículos.
Las compañías suelen definir la localización de  sus centros de distribución en función del área o la región en la que este tendrá cobertura, incluyendo los recursos naturales, las características de la población, disponibilidad de fuerza de trabajo, impuestos, servicios de transporte, consumidores, fuentes de energía, entre otras.  Así mismo esta debe tener en cuenta además las rutas desde y hacia las plantas de producción, y a carreteras principales, o a la ubicación de puertos marítimos, fluviales, aéreos, estaciones de carga y zonas francas.

## Ventajas
La implementación de centros de distribución dentro de la cadena de suministro surge de la necesidad de lograr una distribución más eficiente, flexible y dinámica, es decir, asegurar una capacidad de respuesta rápida al cliente, de cara a una demanda cada vez más especializada.  La implementación también ofrece una reducción de costos en las empresas y evita cuellos de botella.
Otra ventaja es el hecho de generar mecanismos de vínculo «fabrica – cliente», lo cual permite una atención adecuada a pequeños puntos de venta, como kioscos, cafeterías o restaurantes, con una alta tasa de entrada y salida de productos, los cuales tienen habitualmente un corto plazo para hacer sus pedidos o un periodo muy corto para su comercialización.
La misión del almacén es corregir los desajustes entre producción y consumo (Stocks) o minimizar los costes de transporte (Ej. Centros de Cross-Docking). En todos la razón de ser es la misma ADAPTARSE de manera inmediata al comportamiento del SUMINISTRO y de la DEMANDA.

## Diseño
Consiste en la integración de las diferentes áreas funcionales (que conforman la solución de una instalación logística) en un edificio único. Abarca no sólo el arreglo y composición de las secciones funcionales internas a dicho edificio (lo que se encuentra dentro de las cuatro paredes), sino también las demás áreas externas.

## Gestión
La gestión del almacén debe dar respuesta al comportamiento real de la demanda, aparentemente impredecible y con las problemáticas derivadas de gestión del día a día, que es una característica de este tipo de centros. Por lo exigente de los requerimientos y la dificultad de modelizarlos, habitualmente la actividad a lo largo del día, del mes y del año están alejados de los parámetros de diseño.